# George Mundelein
George William Mundelein (2. července 1872, New York – 2. října 1939, Mundelein) byl americký římskokatolický duchovní, arcibiskup chicagský a kardinál.

## Život
Narodil se 2. července 1872 v New Jako jeden ze tří dětí Francise Mundeleina a Mary roz. Goetz.
Studoval na Manhattan College v New Yorku, na. Saint Vincent Seminary v Latrobe a poté na Papežském Athenaeu pro šíření víry. Dne 8. června 1895 byl biskupem brooklynským Charlesem Edwardem McDonnelle vysvěcen v Římě na kněze. Svou primici slavil na hrobě svatého Petra. Působil v pastorační službě v diecézi Brooklyn, v letech 1895-1897 byl sekretářem biskupa a v letech 1897-1909 kancléřem.
Dne 30. června 1909 jej papež Pius X. jmenován pomocným biskupem diecéze Brooklyn a titulárním biskupem z Lorymy. Biskupské svěcení přijal 21. září 1909 v pro-katedrále svatého Jakuba v Brooklynu z rukou biskupa Charlese Edwarda McDonnella a spolusvětiteli byli biskup Charles Henry Colton a biskup John Joseph O'Connor.
Dne 9. prosince 1915 jej papež Benedikt XV. jmenoval metropolitním arcibiskupem chicagským a 8. května 1920 se stal asistentem u Papežského trůnu.
Dne 24. března 1924 jej papež Pius XI. na konzistoři jmenoval kardinálem. Jako titulární kostel mu byl přidělen Santa Maria del Popolo. Kardinálský biret a titul mu byl předán 27. března.
V průběhu let shromáždil vzácné knihy, rukopisy, autogramy, mince, roucha, kalichy a obrazy pro chicagské seminární muzeum, knihovnu a kaple. Během svého episkopátu v Chicagu dohlížel na zřízení 87 nových farností, 87 nových farních škol, 30 nových středních škol, dvě vysoké školy pro ženy a asi 40 sirotčinců, domovů a nemocnic.
Zemřel 2. října 1939 ve spánku na masivní trombózu ve vesnici (obci) Mundelein, dříve známé jako Half-Day a na jeho počest poté přejmenované. Zřídil zde vyšší seminář. Více než milion lidí vzdalo úctu vystavenému tělu v katedrále. Pohřben byl za hlavním oltářem kaple v kněžském semináři v Chicagu.